# Anton von Beyerle
Anton Franz Elias Beyerle, ab 1883 von Beyerle, (* 20. Januar 1824 in Weil der Stadt; † 14. März 1886 in Leipzig) war ein deutscher Jurist und Senatspräsident beim Reichsgericht.

## Leben
Der Sohn eines praktischen Arztes in Weil der Stadt studierte in Tübingen Rechtswissenschaften. 1847 war das Jahr seiner Vereidigung auf den Landesherrn. 1849 kam er nach Schorndorf als Gerichtsaktuar. Justizassessor in Esslingen wurde er 1852. 1857 folgte die Beförderung zum Oberjustizrat. 1863 ernannte man ihn zum Assessor beim Obertribunal in Stuttgart und 1865 zum Rat am Obertribunal. 1866 wurde er Vortragender Rat im Justizministerium. Im Ministerium war im Strafrecht tätig: So beobachtete er 1868 das Bayrische Strafverfahren, und war bei der Ausarbeitung der Reichsjustizgesetze in der Subkommission Strafrecht. Daher war er 1874–76 stellvertretender Bevollmächtigter Württembergs am Bundesrat gewesen. 1874 ernannte man ihn zum Obertribunalsvizedirektor. 1878 war er Direktor in der Obertribunalsstrafkammer und Vorsteher des Disziplinarhofs. 1879 wurde er Direktor des Obertribunals. 1879 kam er an das Reichsgericht als Senatspräsident des III. Strafsenat. 1886 verstarb er. Sein Kollege Paul Christian Henrici sagte über ihn, dass er „in seinem Senat in hohem Ansehen [stand]. Und öfter habe [er] aussprechen hören, daß seine mündlich verkündeten Urteile so gründlich und meisterhaft motivirt wären, daß, wenn man einen Stenographen zur Verfügung hätte, die Ausfertigung der Urteile nur in Abschriften zu bestehen brauchte.“

## Ehrungen
- Dr. iur. h. c. der juristischen Fakultät der Universität Tübingen.[4]
- 1883 Komturkreuz des Ordens der Württembergischen Krone[6], mit dem die Erhebung in den persönlichen Adelsstand (Nobilitierung) verbunden war.

## Werke
- Ueber die Todesstrafe. Vortrag im Königlich Württembergischen Justizministerium. Stuttgart 1867 (Google Books; Digitalisat der BSB)
- Verhältniß der Untersuchungsgerichte und der Staatsanwaltschaft zu dem Medizinalkollegium, Württembergisches Gerichtsblatt, Band 2, Stuttgart 1870, 426.